# Entodon consanguineus
Entodon consanguineus là một loài rêu trong họ Entodontaceae. Loài này được Hampe Mitt. mô tả khoa học đầu tiên năm 1869.